# Мережа центрів соціальних служб
Мережа Центрів соціальних служб (ЦСС) м. Києва включає Київський міський центр соціальних служб (КМЦСС) та районні у м Києві центри соціальних служб (РЦСС).
Мережа центрів соціальних служб надає соціальні послуги, психологічну допомогу, здійснює інформування із соціальних питань мешканців м. Києва, а саме:
- сім’ям, які перебувають у складних життєвих обставинах;
- ветеранам, військовослужбовцям або членом їхніх сімей, членом сімей загиблих Захисників та Захисниць України, зниклих  безвісти за особливих обставин чи перебуваючих в полоні;
- сім’ям внутрішньо переміщених осіб з дітьми;
- особам, які постраждали від домашнього насильства та торгівлі людьми;
- особам, які  мають члена сім’ї  з інвалідністю;
- людям із залежностями та членам їх родин;
- особам, які мають соціально небезпечні хвороби (в тому числі ВІЛ/СНІД, туберкульоз);
- особам, які перебували в конфлікті з законом;
- здійснює підготовку потенційних кандидатів у прийомні батьки, батьки-вихователі дитячих будинків сімейного типу, опікуни та піклувальники, усиновителі, а також  у наставники, патронатні вихователі.

А також  здійснює пошук та  підготовку потенційних кандидатів у прийомні батьки, батьки-вихователі дитячих будинків сімейного типу, опікуни та піклувальники, усиновителі, а також  у наставники, патронатні вихователі.
   Наразі всі послуги надаються на безоплатній основі. Послуги надаються  особам, які мають реєстрацію/ проживають у столиці.

## Нормативна база діяльності Київського міського центру соціальних служб
- Розпорядження Представника Президента України у м. Києві від 28.10.1992 року №1319 «Про створення міського Центру «Соціальна служба для молоді м. Києва»
- Розпорядження виконавчого органу Київської міської ради (Київської міської державної адміністрації) від 19.01.2021 №39 «Про деякі питання діяльності  Київського міського центру соціальних служб для сім’ї, дітей та молоді виконавчого органу Київської міської ради (Київської міської державної адміністрації)[2].
- Розпорядження Київської міської військової адміністрації від 05 лютого 2024 року № 72 "Про внесення змін до Положення про Київський міський центр соціальних служб"

## Київський міський центр соціальних служб (КМЦСС)
Київський міський центр соціальних служб (КМЦСС)- спеціальний комунальний заклад, що проводить  методичне забезпечення організації соціальної роботи, надання соціальних послуг, навчання з питань підвищення професійної компетенції надавачів соціальних послуг, підготовка кандидатів у потенційні прийомні батьки(батьки-вихователі)  для організації сімейних форми виховання дитини.

### Основними принципами діяльності Центру є
- законність,
- дотримання і захист прав людини,
- системність,
- доступність,
- конфіденційність,
- відповідальність за дотримання етичних та правових норм під час надання допомоги,
- недопущення негуманних і дискримінаційних дій щодо соціально незахищених категорій сімей, які перебувають у складних життєвих обставина та потребують сторонньої допомоги.

Всі послуги надаються на безоплатній основі.
Центр підпорядкований Департаменту соціальної та ветеранської політики виконавчого органу Київської міської ради (Київської міської державної адміністрації).

### Директори Київського міського центру соціальних служб
1. Макогон Валентин Павлович (1992 - 1994)
2. Бажеріна Світлана Іванівна (1994 - 1995)
3. Кузьменко Олександр Анатолійович (1995 - 2001)
4. Карандєєв Ростислав Володимирович (2002 - 2002)
5. Шендеровський Костянтин Сергійович (2003 - 2006)
6. Танцюра Валерій Анатолійович (2007 - 2015)
7. Колобова Ярослава Валеріївна (2015 - дотепер)

## Районні центри соціальних служб (РЦСС)
В рамках роботи у кожному з Центрів надається комплекс соціальних послуг згідно державних стандартів надання соціальних послуг особам, які перебувають у складних життєвих обставинах, потребують сторонньої допомоги та проживають у м. Києві.
Фахівець із соціальної роботи та психолог є ключовою ланкою надавачів послуг у РЦСС.
На базі 9 районних центрів для батьків, у яких є проблеми з вихованням дітей або недостатня комунікація з підлітками, на допомогу з налагодження стосунків у родині проводяться заняття з навчального курсу для батьків «Розвиток батьківського потенціалу».

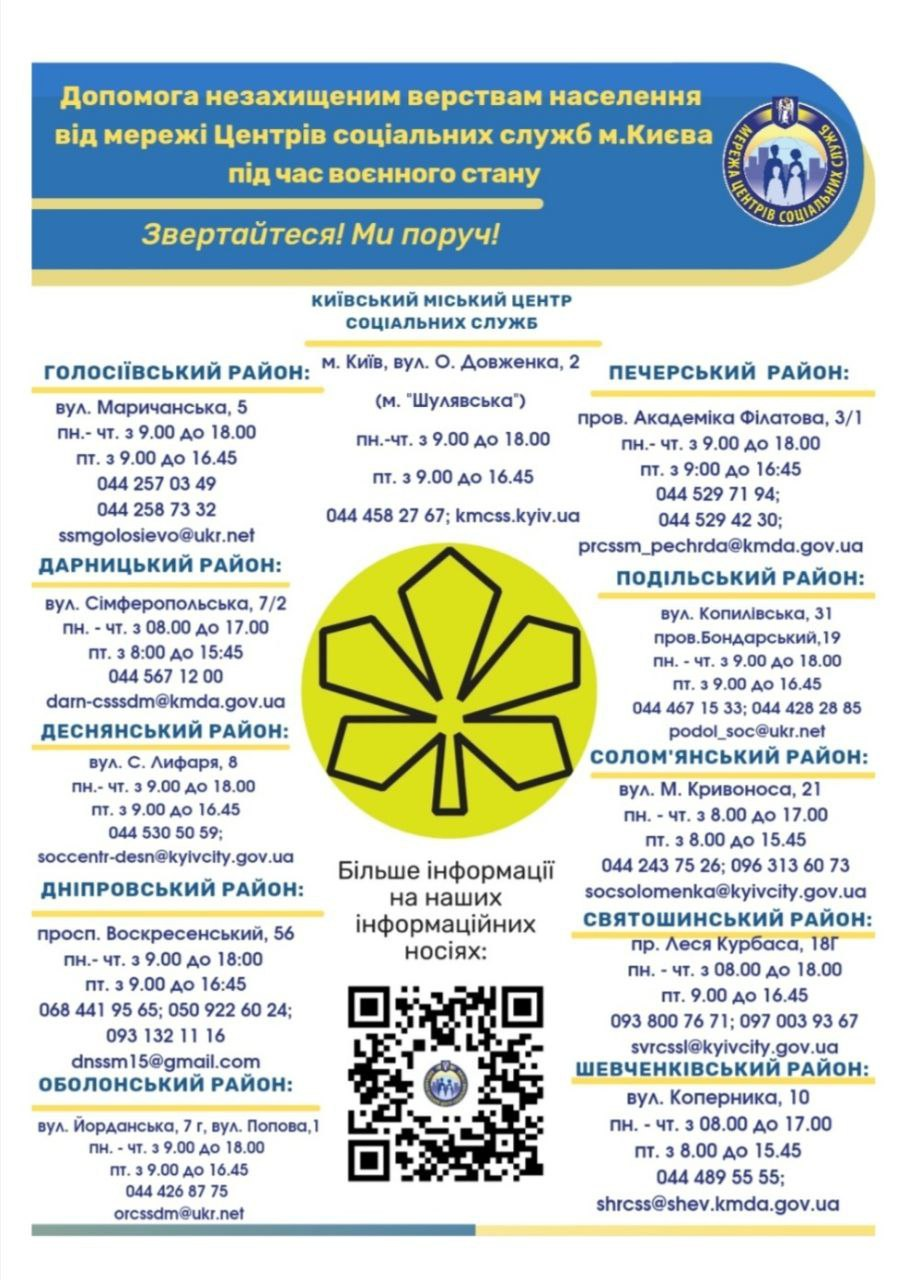
Контакти для допомоги незахищеним верствам населення

|    | Район          | Адреса                                      |
| 1  | Голосіївський  | вул. Маричанська, 5                         |
| 2  | Дарницький     | вул. Сімферопольська, 7/2                   |
| 3  | Деснянський    | вул. Сержа Лифаря, 8,                       |
| 4  | Дніпровський   | просп. Воскресенький,56                     |
| 5  | Оболонський    | вул. Йорданська,7-г                         |
| 6  | Печерський     | пров. Філатова, 3/1                         |
| 7  | Подільський    | просп. Бондарський, 19 вул. Копилівська, 31 |
| 8  | Святошинський  | просп. Л. Курбаса 18г                       |
| 9  | Солом’янський  | вул. Максима Кривоноса, 21                  |
| 10 | Шевченківський | вул. Коперника,10                           |

## Послуги за основними напрямами  роботи мережі центрів соціальних служб

### Інформування
Послуга полягає у наданні інформації з питань соціального захисту населення, у тому числі переліку та адрес надавачів соціальних послуг, умов їх отримання, тарифів на платні соціальні послуги; надання інформації щодо отримання медичної, правової допомоги, адміністративних послуг та інших видів допомоги.

### Соціальний супровід
Комплексна соціальна послуга, під час якої фахівці планомірно допомагають людині або сім’ї у складних життєвих обставинах подолати труднощі. Ця послуга надається для осіб/сімей, які перебувають у складних життєвих обставинах і не можуть самостійно подолати або мінімізувати негативний вплив таких обставин.
Що входить до послуги:
- відвідування особи/сім’ї;
- оцінювання потреби в соціальних послугах, спільно з отримувачами послуг формування та реалізація індивідуального плану соціального супроводу;
- аналіз, чи дотримується особа/сім’я плану, і за потреби план корегується;
- допомога в оформленні документів;
- спілкування з членами сім’ї та друзями особи/сім’ї, з метою знайти ефективні рішення;
- надається індивідуальна або групова психологічна підтримка, залучення членів сім’ї до психотерапевтичних чи корекційних груп;
- організація групи взаємодопомоги;
- проведення сімейних групових нарад, мережеві зустрічі;
- залучення особи/сім’ї, якій треба соціальний супровід, до тренінгів, дискусій, засідань за круглим столом, семінарів, лекцій, надаються інформаційно-освітні матеріали, інструкції, буклети, листівки;
- у разі потреби рекомендують особі/сім’ї звернутись до інших соціальних послуг та соціальної допомоги.

### Соціальна адаптація
Інтегрування у соціум людей, які тривалий час спілкувалися тільки з обмеженим колом людей (через інвалідність, вік, інші чинники) чи перебували у закритих закладах. Ця послуга надається для дітей або дорослих людей з інвалідністю; людей похилого віку; людей, які повернулися з місць позбавлення волі; дітей-сиріт, дітей, позбавлених батьківського піклування; дітей, яких виховували в інтернатах.
Що входить до послуги:
- психологічна допомога;
- формування і розвиток соціальних навичок та соціальних компетенцій;
- допомога в зміцненні або відновленні родинних, дружніх, товариських та офіційних зв’язків;
- допомога в організації заняття протягом дня і дозвілля;
- у разі потреби допомога в пошуку роботу;
- відновлення навичок комунікацій в людей, які звільнилися із місць позбавлення волі.

### Соціальна інтеграція та реінтеграція
Розвиток, формування та підтримка соціальних навичок; допомога в аналізі життєвої ситуації, визначенні основних проблем, шляхів їх вирішення тощо.

### Консультування
Комплекс заходів, які треба людині або сім’ї, аби вийти зі складної життєвої ситуації і адаптуватися до нових життєвих умов. Консультування – це професійне спілкування між фахівцем і людиною, яка звертається за допомогою. Ця послуга надається для людей, у яких виникли складні життєві обставини через інвалідність, вік, стан здоров’я, соціальне становище; для безхатченків, які потребують консультацій; для людей, які перебувають у місцях позбавлення волі; для людей, у яких склались інші складні життєві обставини.
Що входить до послуги:
- аналіз життєвої ситуації, що склалася, визначення основних проблем та шляхи вирішення;
- разом з особою, яка звертається за послугою, складається план виходу зі складної життєвої ситуації та  допомога в його реалізації;
- інформування щодо соціального захисту;
- надання психологічної допомоги;
- коригування психологічного стану і поведінки в повсякденному житті;
- формування і розвиток соціальних навичок і соціальних компетенцій;
- за потреби долучення до участі в групах самодопомоги;
- допомога в зміцненні або відновленні родинних, дружніх та офіційних зв’язках;
- консультують, як отримати правову допомогу або інші соціальні послуги, залежно від потреб;
- консультують, як знайти роботу, допомагають з пошуками (зокрема, проводять експертизу потенційних професійних здібностей і професійної орієнтації).

Залежно від потреб, консультування може бути психологічним або правовим, разовим або тривалим.

### Кризове та екстрене втручання
Соціальна послуга, яку можна отримати протягом 24 годин після повідомлення про кризову ситуацію. До прикладу, якщо людина повідомила про насильство в сім’ї чи втрату дому. Спеціалісти надають екстрену юридичну, медичну або психологічну допомогу і притулок. Ця послуга надається для людей, які мають або пережили загрозу життю і здоров’ю; для людей, які втратили сімейні чи родинні контакти; для людей, які не можуть самостійно вирішувати проблеми, що спричинили кризову ситуацію або її наслідки.
Що входить до послуги:
- Консультація в  телефонному режимі  або при зустрічі;
- надання психологічної допомоги (консультування, підтримка, діагностика, корекція, психотерапія, реабілітація);
- надання інформації щодо соціального захисту;
- організація взаємодії з іншими фахівцями та службами;
- представництво інтересів;
- коригування сімейних стосунків;
- допомога людям, які постраждали від насильства в сім’ї;
- допомога в оформленні документів;
- допомога в отриманні безоплатної правової допомоги;
- допомога в отриманні  невідкладної медичної допомоги;
- сприяння в наданні тимчасового притулку.

### Представництво інтересів
Соціальна послуга, під час якої команда або фахівець стають посередниками і допомагають людям, які перебувають у складних життєвих обставинах. Ця послуга надається для дорослої людини або дитини, які мають труднощі з відстоюванням власних інтересів у різних установах; для сім’ї (зокрема, прийомної); для дитячого будинку сімейного типу; для сім’ї опікунів/піклувальників; для людей, які постраждали від торгівлі людьми чи насильства у сім’ї; для людей які перебувають у складних життєвих обставинах.
Що входить до послуги:
- Допомога в оформленні або відновленні  документів;
- Допомога в реєстрації за місцем проживання;
- Допомога в розшуку рідних та близьких, відновлення родинних та соціальних зв’язків;
- Роз’яснення, як отримати доступ до ресурсів і послуг за місцем проживання;
- Пошук потрібних фахівців або організацій, підприємств, органів, закладів, установ тощо;
- Ведуться переговори від імені людини, яка звернулася за послугою;
- Надаються послуги перекладача (для іноземців та людей без громадянства, які на законних підставах проживають або перебувають на території України).

### Посередництво (медіація)
Допомога у врегулюванні конфліктів; ведення переговорів; опрацювання шляхів та умов розв’язання конфлікту. Соціальною послугою не можна скористатися, якщо сталося правопорушення або злочин, випадок насильства у сім’ї, торгівля людьми, жорстоке поводження з дітьми. Ця послуга надається для дорослих або дітей, які внаслідок суперечки або конфлікту не можуть знайти спільного рішення та потребують допомоги.
Що входить до послуги:
- допомога у врегулюванні конфлікту або спору, виявлення його причини
- опрацювання шляхів та умов їх розв’язання;
- налагодження комунікації між сторонами конфлікту

### Соціальна профілактика
Соціальна послуга, що має попередити, обмежити та зупинити негативні соціальні та особистісні явища. Організація навчання та просвіти; довідкові послуги; розроблення та розповсюдження рекламно-інформаційних матеріалів щодо надання соціальних послуг. Ця послуга надається для людей, яким треба змінити небезпечну поведінку на таку, що мотивує до здорового способу життя; для людей, яким треба профілактика, реабілітація, програма замісної чи антиретровірусної терапії; для людей, яким треба зробити тести на ВІЛ та ІПСШ; для людей, яким потрібні рекламно-інформаційні матеріали, індивідуальні засоби (зокрема, шприци, презервативи).
Що входить до послуги:
- складання індивідуального плану або профілактичної програми, зважаючи на потреби людини, яка звернулась;
- попередження про загострення проблем, які існують, та як уникнути їх;
- мотивація людей, які звернулись, до зміни поведінки;
- мінімізація ризику повторення (рецидиву) проблем або негативних явищ;
- допомога людям, які зазнали негативних наслідків, адаптуватися, інтегруватися та ресоціалізуватися.

   На базі КМЦСС (за направленням РЦСС) проводяться навчання для батьків, які хочуть підвищити свій батьківський потенціал.

### Патронат
Патронат над дитиною – це тимчасовий догляд, виховання та реабілітація дитини в сім’ї патронатного вихователя на період подолання дитиною, її батьками або іншими законними представниками складних життєвих обставин. А також, одночасне надання фахівцями соціальної сфери підтримуючих соціальних послуг сім’ї дитини для відновлення її здорового функціонування (Постанова КМУ від 20 серпня 2021 р. №893 «Деякі питання захисту прав дитини та надання послуги патронату над дитиною».
Суть патронату полягає в комплексному підході, професійності та узгодженості дій спеціалістів під час ведення випадку дитини та її сім’ї, а саме: патронатного вихователя, який доглядає за дитиною в умовах своєї сім’ї, та фахівця з соціальної роботи, який здійснює супровід сім’ї дитини, допомагає батькам дитини подолати складні життєві обставини, а у разі потреби сприяє залученню спеціалістів (психолог, юрист, психотерапевт, логопед, тощо), отриманню необхідних соціальних виплат, послуг, чи замовляє їх у районних,  обласних спеціалістів.  Патронатний вихователь, соціальні працівники і біологічні батьки дитини та родичі об’єднанні спільною метою – створення найкращих умов для зростання дитини та подолання складних життєвих обставин, що можуть спричинити остаточне розлучення дитини з батьками та позбавлення останніх батьківських прав.
Важливим є те, що базові послуги догляду, виховання дитина отримує у сімейних умовах, і в більшості випадків дитина продовжує спілкування з близькими людьми, відвідує свій же дитячий садок чи школу, відповідальність за долю дитини не перекладається на спеціалістів притулків, Центри соціально-психологічної реабілітації, інтернатів обласного рівня. У такій ситуації, коли дитина знаходиться недалеко, і біологічні батьки можуть з нею бачитись і спілкуватись (якщо таке спілкування є безпечним), соціальним працівникам легше сформувати у батьків мотивацію до змін, оцінити їх істинні мотиви та здатність опікуватись дитиною, що дає можливість органу опіки та піклування приймати обґрунтовані рішення, спрямовані на забезпечення найкращих інтересів дитини. У разі, якщо біологічні батьки дитини позбавляються прав щодо її виховання,  патронатний вихователь забезпечує підготовку дитини до постійного влаштування, надає підтримку у налагодженні стосунків дитини (відповідно до вимог законодавства) з опікуном/усиновителем/прийомними батьками.
Строк перебування дитини в сім’ї патронатного вихователя визначається потребами дитини та залежить від складності життєвих обставин, які спричинили влаштування дитини, але не має перевищувати 3 місяці. Практика показує, що в окремих випадках є потреба в подовженні термінів, тому  такі дії мають відбуватися тільки за рішенням органу опіки та піклування після перегляду справи дитини та її батьків, при цьому мають бути враховані психологічні особливості її розвитку та  думка дитини якщо вона досягла відповідного віку.

### Допомога людям з інвалідністю
На базі Київського міського центру соціальних служб здійснюється методичне забезпечення проведення в територіальній громаді міста Києва соціальної роботи, надання соціальних послуг, соціальної підтримки особам/сім’ям, де один чи кілька членів мають інвалідність та/або перебувають у складних життєвих обставинах, організація навчальних заходів з питань соціальної роботи, надання соціальних послуг.
Соціальний захід «Методичне забезпечення соціальної роботи з сім’ями, де один чи кілька членів мають інвалідність в громаді міста Києва «Методичний центр «Самостійне життя». Адреса: вул. Олександра Довженка, 2, каб.14, (044) 456-11-28. Захід спрямований на проведення навчальних заходів з підвищення професійних компетенцій спеціалістів.
За технічної підтримки КМЦСС у постійно діючому режимі проводяться дистанційні навчання «Школи для батьків» для осіб, які мають в родині дитину або молоду людину з інвалідністю. Проєкт реалізується у співпраці з ГО Всеукраїнський громадський Центр "Волонтер" за підтримки Представництва UNICEF Ukraine.
Проведення традиційних щорічних заходів:
- Київського міського фестивалю творчості дітей та молоді з інвалідністю «Повіримо у себе» (жовтень-грудень);
- Міського фестивалю спортивної рибної ловлі для дітей та молоді з порушенням опорно-рухового апарату «Золота рибка» (літній період).

Мережею районних центрів соціальних служб міста Києва сім’ям, в яких один і більше членів сім’ї з інвалідністю надаються наступні послуги:
- за стандартами соціальних послуг: консультування, інформування, соціальна профілактика, соціальна адаптація, кризове (екстрене) втручання, представництво інтересів, посередництво (медіація), соціального супроводу сімей/осіб, які перебувають в складних життєвих обставинах;
- здійснення оцінки потреб дитини/ особи та її сім’ї;
- інформаційне консультування з питань соціального захисту населення та отримання пільг і можливостей;
- психологічне консультування;
- сприяння в отриманні інших соціальних послуг і консультацій фахівців відповідно до запиту;
- залучення до соціокультурних заходів, реабілітаційних програм;
- організація районних турів Київського фестивалю творчості дітей та молоді з інвалідністю «Повіримо у себе» (жовтень-грудень), рекреаційних спортивних змагань та заходів.

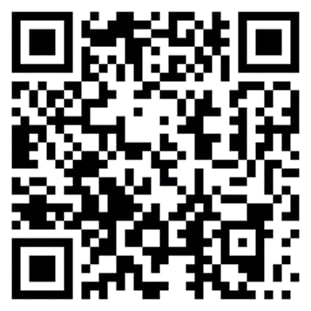
Більше інформації про діяльність, послуги, анонси заходів для мешканців столиці мережі Центрів соціальних служб м. Києва на інформаційних носіях у соціальних мережах

### Сімейні форми влаштування дітей, які залишились без батьківського піклування (усиновлення, опіка/піклування, прийомні сім’ї, дитячі будинки сімейного типу)
Діти, які втратили батьків, або їхні батьки в силу різних обставин не можуть виконувати свої обов’язки, потребують родинного тепла і виховання. Форми влаштування дітей-сиріт та дітей, позбавлених батьківського піклування у сім’ю: усиновлення, опіка/піклування, прийомні сім’ї (ПС), дитячі будинки сімейного типу (ДБСТ).
Київський міський центр соціальних служб консультує з приводу створення та функціонування ПС/ДБСТ, оформлення опіки/піклування, усиновлення, патронату та наставництва, навчання на курсах щодо виховання, взаємодії з дитиною-сиротою, дитиною позбавленої батьківського піклування та дитиною, яка опинилася в складних життєвих обставинах тощо. Також інформацію щодо сімейних форм виховання можна отримати у Службі у справах дітей та сім’ї КМДА.
Також інформацію щодо створення та супроводу сімейних форм виховання дитини можна отримати у районних центрах соціальних служб.

### Наставництво над дитиною, яка проживає у закладі для дітей-сиріт і дітей позбавлених батьківського піклування, іншому закладі для дітей в м. Києві
Відповідно до ст.1 Закону України: «Про забезпечення організаційно-правових умов соціального захисту дітей-сиріт та дітей, позбавлених батьківського піклування» «наставництво – добровільна безоплатна діяльність наставника з надання дитині, яка проживає у закладі для дітей-сиріт і дітей, позбавлених батьківського піклування, іншому закладі для дітей, індивідуальної підтримки та допомоги, насамперед у підготовці до самостійного життя».
Кроки до наставництва:
1. Звернення до районного у м. Києві центру соціальних служб (далі-РЦСС) за місцем проживання (контакти див. РЦСС).
2. Інформаційна зустріч та співбесіда із спеціалістом РЦСС щодо різних аспектів наставництва (завдання наставництва, вимоги до кандидата у наставники, надання інформації щодо необхідних документів тощо).
3. Збір документів. 
  1. До РЦСС кандидат в наставники подає наступні документи:
    - заяву;
    - копію паспорта громадянина України;
    - висновок про стан здоров’я за формою згідно з додатком 5 до Порядку провадження органами опіки та піклування діяльності, пов’язаної із захистом прав дитини, затвердженого постановою Кабінету Міністрів України від 24 вересня 2008 р. № 866 “Питання діяльності органів опіки та піклування, пов’язаної із захистом прав дитини” (Офіційний вісник України, 2008 р., № 76, ст. 2561);
    - довідку про наявність чи відсутність судимості, видану територіальним центром з надання сервісних послуг МВС.
4. Проходження курсу підготовки на базі Київського міського центру соціальних служб (вул. Олександра Довженка, 2),                                     отримання висновку.
5. Постановка на облік в РЦСС.
6. Ознайомлення з інформацією про дитину в РЦСС.
7. Знайомство та встановлення контакту з дитиною (за участі представника РЦСС та закладу, де перебуває дитина).
8. Отримання згоди дитини, її батьків чи інших законних представників  на наставництво (від закладу).
9. Підписання договору про наставництво (за участі працівників закладу та РЦСС).
10. Здійснення  наставництва над дитиною.

Звертаємо увагу, що Київський міський центр соціальних служб окрім навчання наставники також здійснює консультування щодо різних аспектів наставництва (завдання наставництва, вимоги до кандидата у наставники, надання інформації щодо необхідних документів тощо).

### Допомога ветеранам, військовослужбовцям або членом їхніх сімей, членом сімей загиблих Захисників та Захисниць України, зниклих безвісти за особливих обставин чи перебуваючих в полоні
Методична підтримка спеціалістів, які працюють за напрямом, інформаційна допомога: Київський міський центр соціальних служб: вул. Олександра Довженка, 2, каб. 29 а, (044) 458-27-68.
Мережею ЦСС міста Києва (див. контакти РЦСС)  військовослужбовцям та членам їх сімей, сім’ям загиблих Захисників та Захисниць України, зниклих  безвісти за особливих обставин чи перебуваючих в полоні надаються соціальні послуги відповідно державних стандартів, в тому числі здійснюється:
- інформаційне консультування з питань соціального захисту населення та отримання пільг;
- сприяння в отриманні правової допомоги;
- психологічна підтримка та допомога;
- сприяння в отриманні інших соціальних послуг і консультацій фахівців відповідно до запиту.

### Допомога людям та сім’ям, де є проблема залежностей (алко/нарко та інші)
У Києві в межах роботи Центрів соціальних служб (ЦСС) реалізуються заходи міського спеціалізованого формування «Служба соціально-профілактичної роботи», в рамках якого працюють добровільні помічники на громадських засадах з вищою психологічною освітою та великим практичним досвідом  надання інформаційно-консультативних послуг людям з проблемами зловживання психоактивними речовинами та членам їхніх родин, проходять заняття груп взаємодопомоги (анонімно, безкоштовно, в очному форматі) для АА (анонімні алкоголіки), Ал-Анон (родичі, друзі АА), Нар-Анон (родичі, друзі наркозалежних),  для співзалежних.
Керівник програми соціально-психологічної допомоги людям, що зловживають алкоголем, психолог Юрій Михайлович Безсмертний 095-461-49-42.
Надання первинних інформаційних послуг щодо профілактики, лікування соціально небезпечних захворювань, існуючих програм реабілітації, про роботу груп взаємодопомоги, методист Київського міського центру соціальних служб Леонід Петрович Крисов 063-158-50-21, 097-702-97-35.
В рамках міської цільової програми «Діти. Сім’я. Столиця» Київським міським центром соціальних служб для сім’ї, дітей та молоді реалізуються «Заходи спеціалізованого формування «Служба соціально-профілактичної роботи».
Основні завдання:
- первинне виявлення проблем осіб, які зловживають психоактивними речовинами, та членів їхніх сімей, надання їм об’єктивної та повної інформації про соціальні установи та організації, спеціалісти яких надають кваліфіковані послуги; забезпечення мотивації та залучення осіб з виявленими проблемами до програм реабілітації та ресоціалізації;
- формування у клієнтів навичок безпечної поведінки та усвідомлення ризику інфікування ВІЛ, гепатитами В і С, туберкульозом, інформування про можливість проходження КІТ (консультування і тестування);
- організація індивідуальної та групової консультативної допомоги особам, які зловживають психоактивними речовинами та членам їх сімей в контексті проблем залежностей, ВІЛ-інфекції, інших соціально небезпечних захворювань;
- сприяння в організації та діяльності школи для співзалежних, ранкових, денних та вечірніх цільових груп взаємодопомоги для осіб, які зловживають психоактивними речовинами, та членів їх сімей.
- в рамках реалізації соціальних заходів працюють в приміщеннях КМЦСС: перша і в Україні Міська школа для консультантів з питань залежностей.

### Протидія домашньому насильству та торгівлі людьми
Повноваження Центрів соціальних служб м. Києва у сфері запобігання та протидії домашньому насильству:
- прийом і розгляд заяв від постраждалих осіб або їхніх представників про отримання допомоги, зокрема, соціальних послуг для осіб, які перебувають у складних життєвих обставинах;
- інформування місцевих державних адміністрацій, органів місцевого самоврядування, уповноважених підрозділів органів Національної поліції України про виявлення фактів домашнього насильства за наявності добровільної поінформованої згоди постраждалих осіб, крім випадків вчинення насильства стосовно дітей та недієздатних осіб або виявлення актів насильства кримінального характеру, коли така згода не вимагається; у разі виявлення факту домашнього насильства стосовно дитини – інформування не пізніше однієї доби служби у справах дітей та уповноважених підрозділів органів Національної поліції України;
- оцінка потреб постраждалих осіб;
- надання постраждалим особам повної та вичерпної інформації про їхні права і можливості отримання ними дієвої допомоги;
- надання відповідно до компетенції постраждалим особам соціальних послуг, соціальної, психологічної допомоги на безоплатній основі, сприяння наданню правової допомоги, а також забезпечення тимчасового притулку для таких осіб та їхніх дітей у порядку, передбаченому законодавством;
- інформування в установленому законодавством порядку місцевих державних адміністрацій та органів місцевого самоврядування про осіб, яким надавалася допомога, та про результати її надання.
- дорожня карта надання допомоги постраждалим від домашнього насильства та/або насильства за ознакою статі

Ключові аспекти порядків взаємодії, що стосуються алгоритму реагування у ситуації насильства
У роботі за напрямом фахівці спираються на:
- Закон України “Про запобігання та протидію домашньому насильству”[7] Закон визначає організаційно-правові засади запобігання та протидії домашньому насильству, основні напрями реалізації державної політики у сфері запобігання та протидії домашньому насильству, спрямовані на захист прав та інтересів осіб, які постраждали від такого насильства.
- Постанову КМУ №658 від 22.08.2018 «Про затвердження Порядку взаємодії суб'єктів, що здійснюють заходи у сфері запобігання та протидії домашньому насильству і насильству за ознакою статі[8]».
- Закон про протидію торгівлі людьми[9]. Закон визначає організаційно-правові засади протидії торгівлі людьми, гарантуючи гендерну рівність, основні напрями державної політики та засади міжнародного співробітництва у цій сфері, повноваження органів виконавчої влади, порядок встановлення статусу осіб, які постраждали від торгівлі людьми, та порядок надання допомоги таким особам.

Куди звертатися у випадку потрапляння в ситуацію торгівлі людьми або якщо Вам стало відомо про такі діяння відносно іншої особи
- Національна гаряча лінія з протидії торгівлі людьми та консультування мігрантів при Міністерстві соціальної політики України
- Консультаційний центр з протидії торгівлі людьми та допомозі потерпілим від цього злочину Благодійний фонд «Карітас Київ»
- Служба у справах дітей та сім’ї виконавчого органу Київської міської ради (КМДА) (044) 483-45-55
- ·Київський міський центр соціальних служб
- CALL Центр Національної поліції
- Урядова «гаряча лінія»
- Цілодобова гаряча лінія Департаменту консульської служби Міністерства закордонних справ

### Підготовка надавачів соціальних послуг
За запитом Київський міський центр соціальних служб  надає методичну підтримку надавачам соціальних послуг у вигляді навчань, супервізій, семінарів, тренінгів.
В Київському міському центрі соціальних служб створений відділ методичного забезпечення, діяльність якого спрямована на методичну допомогу у проведенні соціальної роботи, організацію та проведення навчальних заходів для надавачів соціальних послуг в місті Києві. Також методичну підтримку здійснюють  фахівці відділу підвищення компетенцій надавачів соціальних послуг.
З 2022 року Київський міський центр соціальних служб проводить навчання за соціальною послугою «Базовий курс навчання фізичних осіб, які надають соціальні послуги з догляду без здійснення підприємницької діяльності». Для участі в навчанні необхідно записатися на навчання/іспит, зокрема, привезти направлення районного управління соціального захисту населення за адресою Київського міського центру соціальних служб або онлайн. Також є можливість пройти навчання в онлайн форматі. Телефон  для довідок: 096 319-19-49.